# Шмелев, Дмитрий Иванович
Шмелев Дмитрий Иванович (род. 1918, Тамбов — 1992) — советский художник. 
С 1933 по 1937 годы учился в Тамбовском художественном училище. После окончания этого учебного заведения, продолжил обучение в Государственном художественном институте Эстонской ССР (1950-1959). После войны работал как декоратор. Живописец, работал в области портрета и жанровой картины. Член союза художников России с 1964 года. Жил и работал в городе Горки Могилёвской области.
С 1938 года — постоянный участник областных выставок. Экспонент зональных художественных выставок («Большая Волга» — 1967, 1974, 1985, 1991).
Преподавал в Горьковском художественном училище с 1958 по 1959 год.
Картины Дмитрия Шмелева хранятся в коллекции художественных музеев Нижнего Новгорода. Умер в 1992 году.

## Некоторые работы
- Этюд обнаженной натурщицы (1957 г.)
- «Портрет Дмитриевой» (1960 г.)
- Этюд к картине «Диспетчер» (1967 г.)